# أندريا دياز
أندريا دياز (بالإسبانية: Andrea Díaz)‏ هي عارضة تشيلية وفنزويلية، ولدت في 26 أكتوبر 1991.